# Gamma glutamil transpeptidasa
La gamma glutamil transpeptidasa (γ-glutamil-transferasa,  γ-GT, GGT, GGTP) (CE (Número de la Comisión de Enzimas) 2.3.2.2) es una enzima hepática. Su nivel en sangre puede ser medido, y a pesar de existir en una gran cantidad de tejidos, su presencia predomina a nivel de los hepatocitos, siendo un marcador de laboratorio de enfermedad hepática.
La GGT  cataliza la transferencia de una porción de gamma-glutamil de glutatión a un aceptor que puede ser un aminoácido, un péptido o una molécula agua (formación de glutamato, un neurotransmisor). La GGT juega un papel clave en el ciclo de la gamma-glutamil, una vía para la síntesis y degradación de glutatión y de desintoxicación de drogas y xenobióticos.

## Función
La GGT está presente en las membranas celulares de muchos tejidos, incluyendo los riñones, el conducto biliar, páncreas, hígado, bazo, corazón, cerebro, y las vesículas seminales como también lo son las transaminasas y la lactatodeshidrogenasa. Está involucrada en la transferencia de aminoácidos a través de la membrana celular y el metabolismo de los leucotrienos.  Su rol principal es en el metabolismo del glutatión mediante la transferencia de la fracción glutamil a una variedad de moléculas aceptoras como el agua, algunos L-aminoácidos y péptidos, dejando el producto cisteína para preservar la homeostasis intracelular del estrés oxidativo. En general la reacción es:
(5-L-glutamil)-péptido + un aminoácido {\displaystyle \rightleftharpoons } péptido + 5-L-glutamil-aminoácido.
Glutatión (5-L-Glutaminil-cisteinil-glicina) + un aminoácido = Cisteinil-glicina + 5-L-Glutamil-aminoácido

## Uso en medicina
La GGT tiene varios usos como marcador diagnóstico en la clínica. En general, y dependiendo del laboratorio en cuestión, el rango normal de la enzima en la sangre va de 6 a 28U/L. Valores séricos elevados de la GGT pueden ser encontrados en enfermedades hepáticas, del páncreas y de la vía biliar. Al estar elevada en conjunto a la fosfatasa alcalina, el diagnóstico orienta altamente a enfermedad de la vía biliar. Aún no se sabe exactamente si la GGT tiene mayor sensibilidad para la enfermedad colestásica en comparación con la fosfatasa alcalina. La utilidad de la elevación de la GGT yace en descartar que el aumento de la fosfatasa alcalina no provenga de alguna patología ósea.
La GGT también se eleva posterior al consumo excesivo de alcohol. Elevaciones aisladas o desproporcionadas en comparación con el aumento del resto de otras enzimas hepáticas puede indicar abuso de alcohol o hepatitis alcohólica. El aumento puede permanecer incluso 3-4 semanas después de la ingesta. Se desconoce el mecanismo por el cual ocurre este aumento. El alcohol puede aumentar ya sea la síntesis de GGT vía inducción microsomal o la salida de la enzima directamente desde los hepatocitos.